# Udea heterodoxa
Udea heterodoxa là một loài bướm đêm thuộc họ Crambidae. Nó là loài đặc hữu của Maui.